# Lise Bacon
Pour les articles homonymes, voir Bacon.
Lise Bacon, née le 25 août 1934 à Valleyfield, une femme politique québécoise. Elle fut la première femme à être vice-première ministre du Québec (1985-1994).

## Carrière politique
Lise Bacon commence ses activités politiques à Trois-Rivières en 1952. Elle est impliquée dans diverses associations libérales dans les années 1950 et 1960. Elle est présidente de l'Association des femmes libérales du Québec de 1967 à 1970. Elle est présidente du Parti libéral du Québec de 1970 à 1973.
Lors des élections générales québécoises de 1970, Lise Bacon souhaite être candidate dans la circonscription de Trois-Rivières, mais le parti offre plutôt le comté à son frère Guy Bacon qui sera élu comme député. 
Lors des élections générales québécoises de 1973, elle est élue députée libérale de la circonscription de Bourassa à l'Assemblée nationale du Québec. Elle exerce diverses fonctions ministérielles dans le premier gouvernement de Robert Bourassa, dont celles de ministre d'État aux Affaires sociales, de ministre des Consommateurs, Coopératives et Institutions financières et de ministre de l'Immigration.
Elle est défaite lors de l'élection générale de 1976, mais est réélue dans la circonscription de Chomedey lors de l'élection générale de 1981. Elle remporte, dans la même circonscription, les élections de 1985 et de 1989. Durant ses trois derniers mandats de députée, elle est, dans le second gouvernement Bourassa, vice-première ministre (12 décembre 1985 au 11 janvier 1994) et ministre des Affaires culturelles (12 décembre 1985 au 11 octobre 1989), ministre responsable de l'application de la Charte de la langue française, ministre de l'Environnement (21 décembre 1988 au 11 octobre 1989) et ministre de l'Énergie et des Ressources (11 octobre 1989 au 11 janvier 1994). Dès son entrée en fonction à titre de vice-première ministre, Lise Bacon exercera l'ensemble des fonctions parlementaires de premier ministre. Robert Bourassa n'ayant pas été élu dans sa circonscription, il peut seulement exercer les fonctions de chef de parti, il sera élu six semaines plus tard.
Elle démissionne de l'ensemble de ses fonctions le 11 janvier 1994.
Le 15 septembre 1994, elle est nommée par le premier ministre du Canada Jean Chrétien comme sénatrice de la circonscription De la Durantaye au Sénat du Canada, où elle siège avec le caucus du Parti libéral.  Le 25 août 2009, elle atteint l'âge de 75 ans, ce qui met fin à son mandat au Sénat, en vertu de l'article 29(2) de la Loi constitutionnelle de 1867. Elle déclare au journal Le nouvelliste de Trois-Rivières le 7 décembre 1985, qu'elle s'est lancée en politique à cause de Maurice Duplessis. Fille d'une famille libérale issue du monde ouvrier, ces derniers n'avaient pas les moyens de payer les études de leur fille. Demandant une aide financière au premier ministre, ce dernier répondit qu'ils gagnaient très bien leur vie, cependant des offres similaires étaient acceptées auprès des familles unionistes. Devant cette injustice, Lise Bacon s'est promis de faire de la politique pour empêcher que ce genre d'injustice se reproduise.

## Honneurs
- 2003 - Officier de l'Ordre national de la Légion d'honneur de France
- 2004 - Grande officière de l'Ordre national du Québec[6]
- 2005 - Médaille de l'Assemblée nationale[7]
- 2010 - Doctorat honoris causa de l'Université de Montréal
- 2010 - Membre de l'Ordre du Canada